# NGC 4764
NGC 4764 is een elliptisch sterrenstelsel in het sterrenbeeld Maagd. Het hemelobject werd in 1882 ontdekt door de Duitse astronoom Ernst Wilhelm Leberecht Tempel.

## Synoniemen
- HCG 62D
- PGC 43760